# 清水氏赤箭
清水氏赤箭（学名：Gastrodia shimizuana）为兰科赤箭属下的一个种。